# Ravenala
Ravenala — рід рослин ендеміків Мадагаскару. Донедавна рід вважався монотипним, аж поки не було дано таксономічний опис п'яти нових видів.

## Склад роду
рід Ravenala
- вид Ravenala agatheae Haev. & Razanats. — зростає на північно-західному узбережжі Мадагаскару в сезонно сухих місцях проживання.
- вид Ravenala blancii Haev., V. & A. Hladik — зростає у тропічних лісах на висоті від 600 до 1100 метрів на сході Мадагаскару.
- вид Ravenala grandis Haev., Razanats., A. & P. Blanc — зростає на сході Мадагаскару в тропічних лісах на висоті від 200 до 500 метрів.
- вид Ravenala hladikorum Haev., Razanats., V. Jeannoda & P. Blanc — зростає на сході Мадагаскару у тропічних лісах на висоті від 600 до 1100 метрів на сході Мадагаскару.
- вид Ravenala menahirana Haev. & Razanats. — відомий лише з трьох місць на півночі Мадагаскару.
- вид Равенала мадагаскарська Sonn. — типовий вид роду, має своє природне середовище проживання в болотистих районах на східному узбережжі Мадагаскару.